# Gare de Rzeszów
 (avril 2023).
Si vous disposez d'ouvrages ou d'articles de référence ou si vous connaissez des sites web de qualité traitant du thème abordé ici, merci de compléter l'article en donnant les références utiles à sa vérifiabilité et en les liant à la section « Notes et références ».
La gare de Rzeszów (en polonais : Rzeszów Główny) est une gare ferroviaire polonaise.

## Histoire
Elle a été ouverte en 1858.

## Service des voyageurs

### Accueil

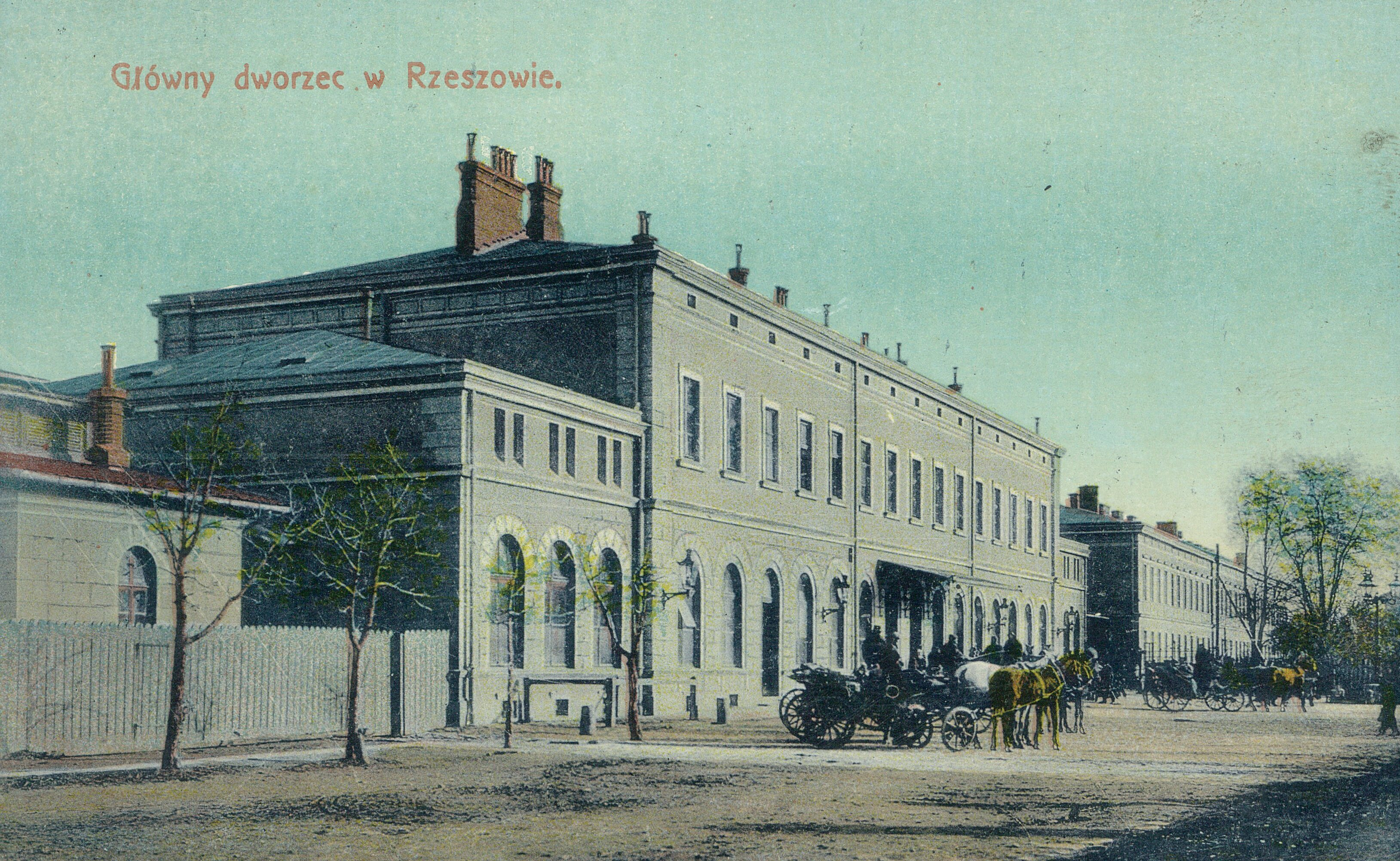
Vers 1910 sur la ligne Chemin de fer de Galicie,
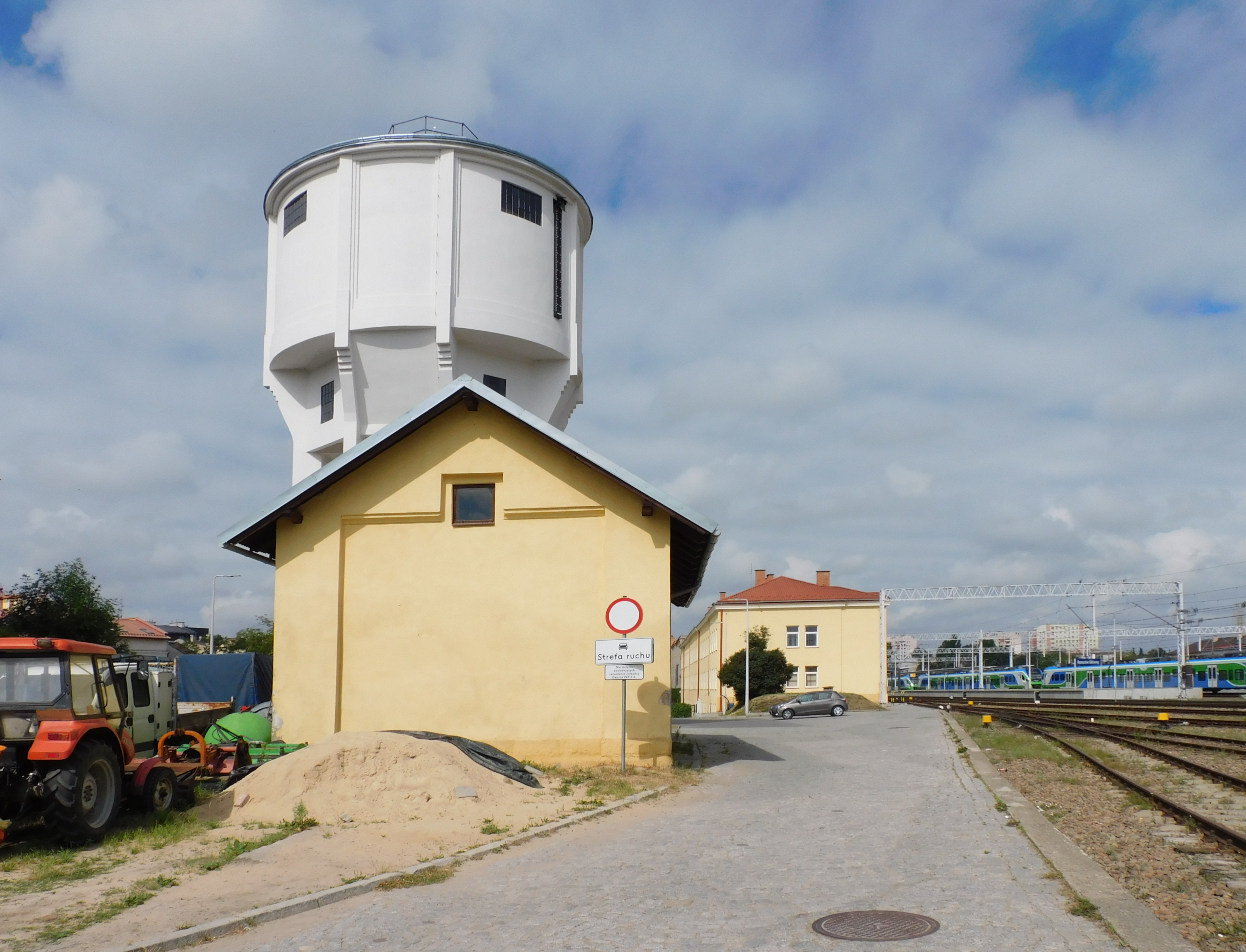
les voies et le château d'eau.
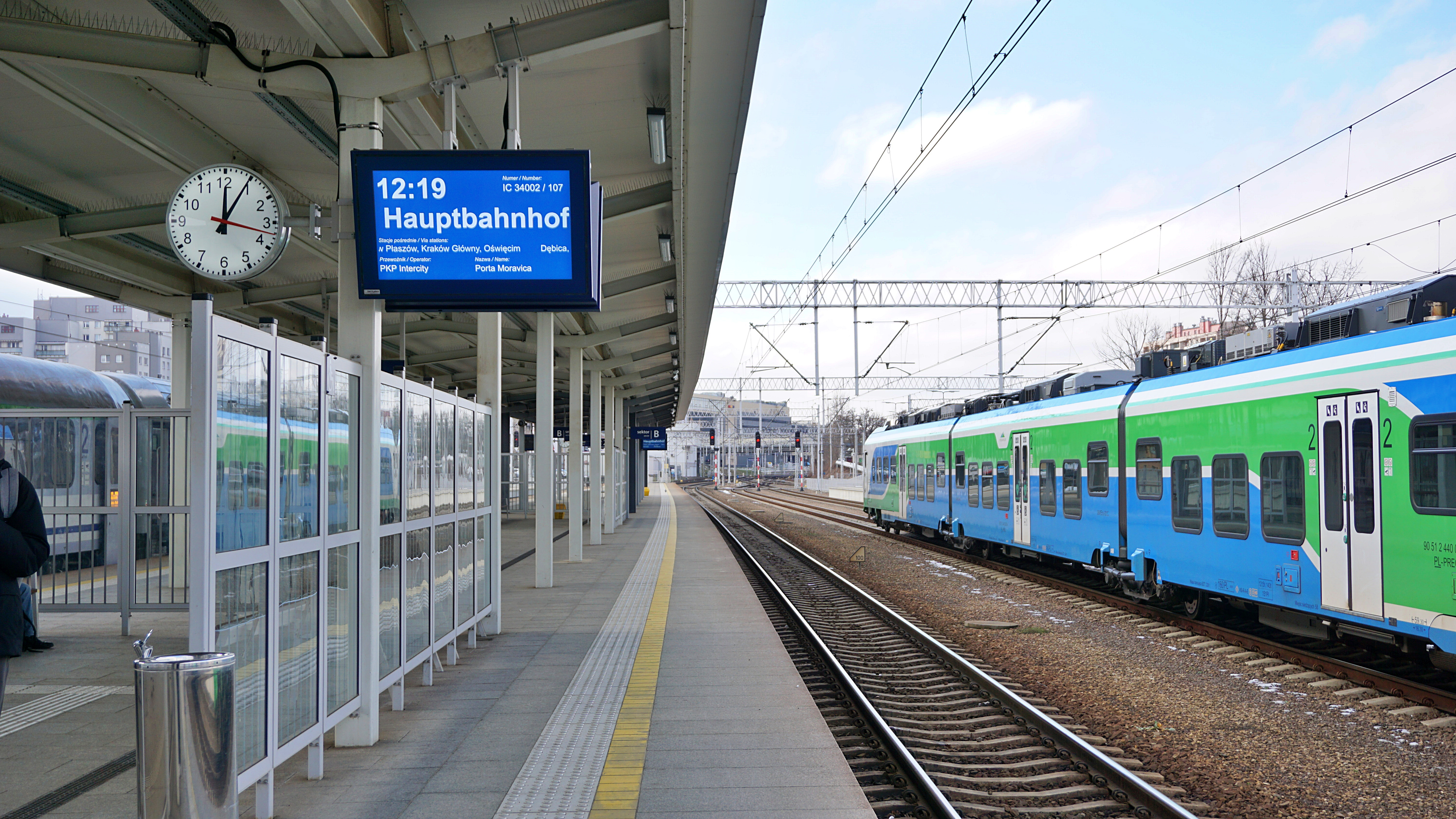
Quai 2, direction Tarnów